# Historia temprana de Suiza
La historia temprana de Suiza empieza con los primeros asentamientos y llega hasta el inicio del gobierno de los Habsburgo, que provocó en 1291 el movimiento independentista de los cantones de Uri, Schwyz y Unterwalden.

## Prehistoria
Las evidencias arqueológicas de la cueva de Wildkirchli en Appenzell sugieren la presencia de asentamientos dedicados a la caza-recolección en las tierras bajas al norte de los Alpes en el Paleolítico tardío. En el periodo Neolítico, el área tenía una población relativamente densa, a juzgar por los numerosos hallazgos arqueológicos del periodo y los restos de moradas primitivas encontrados en las aguas poco profundas de algunos lagos.

## Era romana

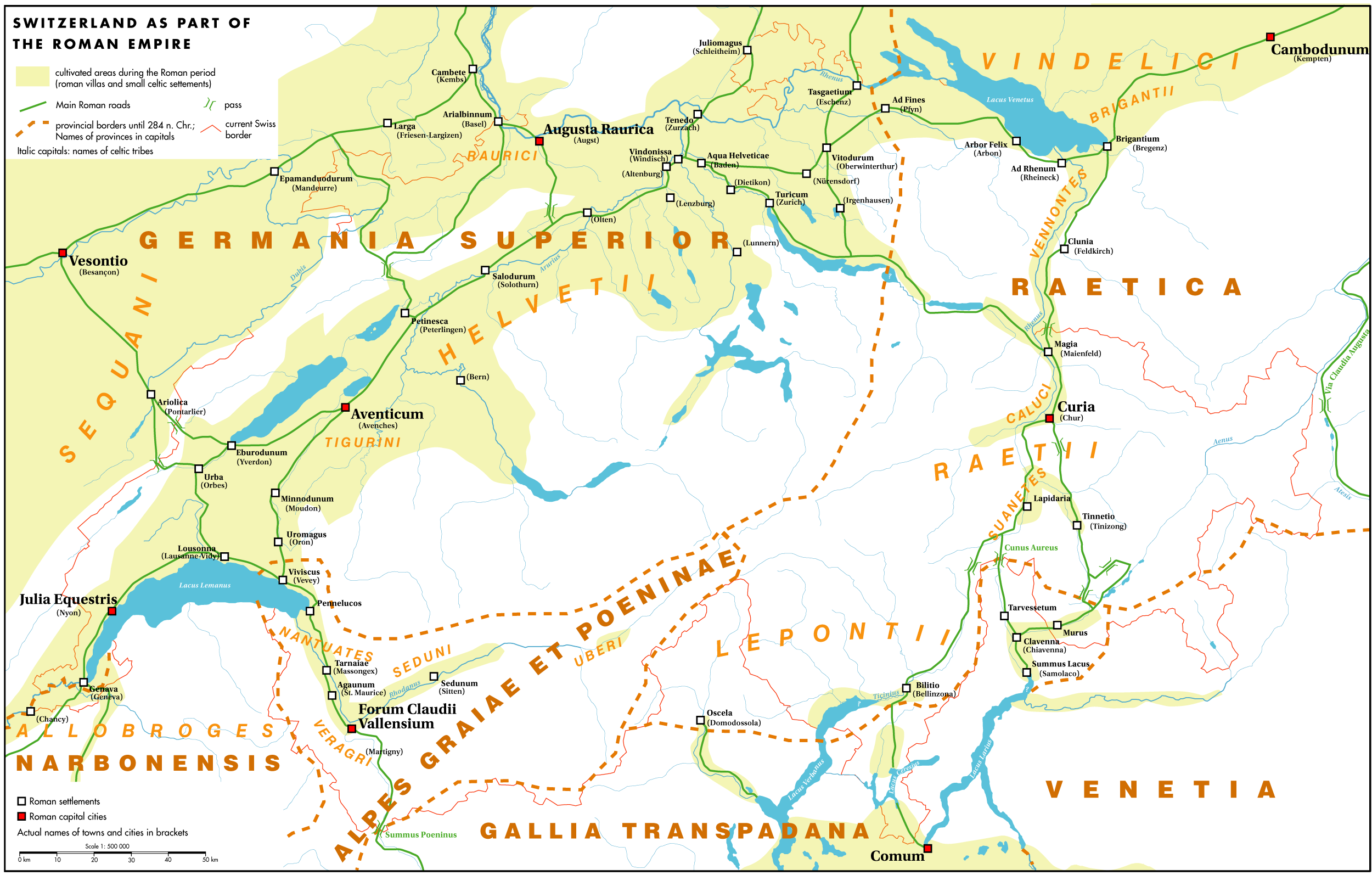
Suiza durante la era romana.

En 58 a. C., los helvecios intentaron evitar las presiones migratorias de las tribus germánicas moviéndose hacia la Galia, pero fueron detenidos y derrotados cerca de la moderna Autun por los ejércitos de Julio César. En 15 a. C., Tiberio y Druso conquistaron los Alpes y la región pasó a integrarse en el Imperio romano: el área de asentamientos helvéticos pasó a ser parte primero de Gallia Belgica y posteriormente de Germania Superior, mientras que la parte oriental se integró en la provincia romana de Recia y el suroeste conformó la pequeña provincia de Alpes Poenninae.
En los siguientes 300 años se produjeron muchos asentamientos romanos, que incluyeron la construcción de una red de carreteras y la fundación de muchos asentamientos. El centro de la ocupación romana era Aventicum (Avenches), otras ciudades que se fundaron fueron Arbor Felix (Arbon), Augusta Raurica (Kaiseraugst, cerca de Basilea), Basilea, Curia (Coira), Genava (Ginebra), Lousanna (Lausana), Octodurum (Martigny, controlando el paso montañoso del Gran San Bernardo), Salodurum (Soleura), Turicum (Zúrich) y otros lugares. Había guarniciones militares en Tenedo (Zurzach) y Vindonissa (Windisch).
Los romanos también aprovecharon el Paso de San Bernardo desde el año 47, y en el 69 parte de las legiones de Vitelio lo emplearon para atravesar los Alpes (sin embargo, es dudoso si Aníbal, en la segunda guerra púnica, trescientos años antes, cruzó los Alpes por el Paso de San Bernardo. Los historiadores creen que viajó a través de un paso más seguro y bajo entre el Lago Ginebra y el Mar Mediterráneo).
En 259, las tribus alemanas llegaron al territorio y devastaron las ciudades y asentamientos romanos. El imperio romano consiguió recuperar el Rin como frontera, y las ciudades de la zona se reconstruyeron. Sin embargo, pasó a ser una provincia fronteriza y, en consecuencia, las nuevas ciudades romanas eran menores y estaban mucho mejor fortificadas.

## Cristianización y era postromana
En el período romano tardío de los siglos III y IV empezó la cristianización de la región. Las leyendas de los mártires cristianos como Félix y Régula de Zúrich están basadas probablemente en acontecimientos ocurridos durante la Persecución de los cristianos bajo el gobierno de Diocleciano sobre el año 298.
Los primeros obispados se fundaron en los siglos IV y V en Basilea (documentado en 246), Martigny (doc. 381, trasladado a Sion en 585), Ginebra (doc. 441), y en Coira (doc. 451). Hay evidencias del siglo VI de la existencia de un obispado en Lausana, que pudo haber sido trasladado a Avenches.
Con la caída del Imperio romano las tribus germánicas se establecieron en la zona. Los burgundios lo hicieron en el Jura, el Ródano y en los Alpes al sur del lago Ginebra; mientras que en el norte los colonos alamanes cruzaron el Rin en 406 y asimilaron lentamente a la población galaico romana, o les hicieron retirarse a las montañas. Borgoña pasó a ser una parte del reino de los francos en 534. Dos años más tarde el ducado de Alemania siguió el mismo destino.
Los reyes burgundios trajeron el cristianismo fundando nuevos monasterios, como en Romanmôtier o en Saint Maurice en el Valais en 515. 
En la parte alamana sólo persistieron comunidades cristianas aisladas. En la mitología germana predominaba el culto a Wuodan. Los monjes irlandeses Columbanus y San Gall reintrodujeron la fe cristiana a principios del siglo VII. El obispado de Constanza también fue fundado por aquella época.

## Edad Media

Alemania y la Alta Borgoña alrededor del año 1000.
Suabia
Alta Borgoña

Bajo el gobierno de los reyes carolingios proliferaron los monasterios y obispados; pasaron a ser importantes bases para mantener el poder. El Tratado de Verdún de 843 asignó la parte occidental de la Suiza moderna (Alta Borgoña) a Lotaringia, cuyo señor era Lotario I, y la parte oriental (el Reino de Alemania) al reino oriental de Luis el Germánico, que pasaría a ser el Sacro Imperio Romano Germánico. La frontera entre el Reino de Alemania, gobernado por Luis, y la Borgoña occidental, gobernada por Lotario, discurría a lo largo del bajo Aar, seguía el Rin, pasaba por el oeste de Lucerna y atravesaba los Alpes según el curso del Ródano hasta el Paso de San Gotardo.
Luis el Germánico asignó un monasterio de Zúrich (Fraumünster) a su hija Hildegarda; de acuerdo con la leyenda, después de que se le apareciera un ciervo portando un crucifijo iluminado entre sus cuernos a las afueras del pueblo, a orillas del lago de Zúrich. Pero hay evidencias de que el monasterio existía antes de 853. El Fraumünster se encuentra cruzando el río desde el Grossmünster, que de acuerdo con la leyenda fue fundado por el mismo Carlomagno, pues su caballo cayó sobre sus rodillas justo donde los mártires Félix y Régula fueron enterrados.
En el siglo X, el gobierno de los carolingios se desvaneció: los magiares destruyeron Basilea en 917 y San Galo en 926, y los sarracenos arrasaron el Valais tras 920, saqueando el monasterio de San Mauricio en 939. Solo tras la victoria del rey Otón I de Alemania sobre los magiares en 955 en la batalla de Lechfeld se reintegraron los territorios suizos en el imperio.
El rey Rodolfo III de Borgoña del Reino de Arlés (993-1032) le concedió el Valois como feudo al obispo de Sion en 999, y cuando Borgoña, y por tanto el Valais, pasaron a formar parte del Sacro Imperio en 1032, el obispo fue nombrado conde del Valais. Pero el Valais fue gobernado en el siglo XII por el Ducado de Saboya.
En el siglo XII los duques de Zähringer consiguieron que se les diera autoridad sobre parte de los territorios burgundios, que ocupaban la parte occidental de la Suiza moderna. Fundaron muchas ciudades, siendo las más importantes Friburgo de Brisgovia (fundada en 1120), Friburgo im Üechtland (en 1157) y Berna (en 1191). La dinastía Zähringer acabó con la muerte de Bertoldo V en 1218, y sus ciudades pasaron a ser «independientes», mientras que los duques de Kyburgo compitieron con la casa de Habsburgo por el control de las zonas rurales del territorio anteriormente perteneciente a los Zähringen.
Bajo el gobierno de los Hohenstaufen, los pasos alpinos de Recia y el Paso de San Gotardo cobraron importancia. El segundo se convirtió en una importante ruta directa a través de las montañas. La construcción del «Puente del Diablo» (Teufelsbrücke) sobre el  Reuss a lo largo del Schöllenenschlucht en 1198 acrecentó el tráfico por el paso. Federico II otorgó la Inmediación Imperial (Reichsfreiheit) a Schwyz en 1240 en el Freibrief von Faenza para situar el paso bajo su control directo; su hijo y durante algún tiempo corregente, Enrique VII, había otorgado los mismos privilegios anteriormente al valle de Uri en 1231 (mediante el Freibrief von Hagenau). Unterwalden era un reino libre de facto, ya que la mayor parte de su territorio pertenecía a monasterios, que habían pasado a ser independientes en 1173 bajo el reinado de Federico I.
La ciudad de Zúrich también pasó a ser un territorio libre en 1218.
El florecimiento de la dinastía de Habsburgo se aceleró cuando su principal competidor, la de Kyburgo, se extinguió; gracias a esto, consiguió apoderarse de gran parte del territorio al sur del Rin. Consecuentemente, los Habsburgo lograron en unas pocas generaciones extender su influencia a por Suabia en el sudeste de Alemania hacia Austria. Rodolfo I de Habsburgo, que fue nombrado emperador del Sacro Imperio Germánico en 1273, gobernó severamente sus tierras natales y elevó considerablemente los impuestos para financiar guerras y más adquisiciones territoriales. Como rey, finalmente pasó a ser el señor feudal directo de las «Comunidades del Bosque» (Waldstätten, Uri, Schwyz y Unterwalden), que vieron recortada su independencia anterior.
En el Valais, el incremento de las tensiones entre los obispos de Sion y el condado de Saboya acabó en una guerra, que empezó en 1260. La contienda acabó tras un combate en el Scheuchzermatte cerca de Leuk en 1296, en el que los ejércitos de Saboya fueron aplastados por el del obispo, apoyado por Berna. Tras la paz de 1301, Saboya conservó solamente la parte baja del Valais, mientras que el obispo hizo lo propio con la parte superior.